# Leonyid Vasziljevics Nazarenko
Leonyid Vasziljevics Nazarenko, oroszul: Леонид Васильевич Назаренко (Gulkevicsi, 1955. március 21. –) olimpiai bronzérmes szovjet válogatott orosz labdarúgó, csatár, edző.

## Pályafutása

### Klubcsapatban
1973 és 1975 között az SZKA Rosztov, 1976 és 1980 között a CSZKA Moszkva labdarúgója volt.

### A válogatottban
1976-ban nyolc alkalommal szerepelt a szovjet válogatottban és két gólt szerzett. Részt vett az 1976-os montréali olimpián, ahol bronzérmet szerzett a csapattal.

### Edzőként
1984 és 1987 között az SZKA Habarovszk csapatán kezdte edzői pályafutását. 1988-ban a CSZKA Moszkva segédedzője, 1989 és 1992 között a második csapat vezetőedzője volt. 1993–94-ben a Kubany Krasznodar, 1995 és 1997 között a Krasznoznamenszk, 1998–99-ben a Torpedo NN szakmai munkáját irányította. 2000-ben ismét a CSZKA Moszkva segédedzőjeként dolgozott. 2001-ban a kazak Jertisz Pavlodar, 2002-ben a Gyinamo Mahacskala vezetőedzőjeként, 2004-ben a mahacskalai csapat sportigazgatójaként tevékenykedett. 2004-ben és 2007-ben a Kubany Krasznodar csapatának a vezetőedzője, illetve 2005-ben és 2007-ben a segédedzője volt. Közben 2006-ban Szpartak-MZSK Rjazany, és a Gyinamo Mahacskala szakmai munkáját irányította. 2007–08-ban a Tyerek Groznij, 2008–09-ben a Gyinamo Brjanszk, 2009-ben a kazak Jertisz Pavlodar, 2009–10-ben a Lucs-Enyergija Vlagyivosztok, 2011-ben a lett Daugava vezetőedzője volt. 2015 óta a Biolog-Novokunanszk edzőjeként dolgozik.

## Sikerei, díjai
Szovjetunió
- Olimpiai játékok
  - bronzérmes: 1976, Montréal

## Statisztika

### Mérkőzései a szovjet válogatottban
| Szovjetunió | Szovjetunió       | Szovjetunió                            | Szovjetunió   | Szovjetunió | Szovjetunió | Szovjetunió          | Szovjetunió | Szovjetunió |
| #           | Dátum             | Helyszín                               | Hazai         | Eredmény    | Vendég      | Kiírás               | Gólok       | Esemény     |
| ----------- | ----------------- | -------------------------------------- | ------------- | ----------- | ----------- | -------------------- | ----------- | ----------- |
| 1.          | 1976. március 10. | Kassa, Všešportový areál               | Csehszlovákia | 2 – 2       | Szovjetunió | barátságos           | -           | 46'         |
| 2.          | 1976. március 20. | Kijev, Központi stadion                | Szovjetunió   | 0 – 1       | Argentína   | barátságos           | -           | 46'         |
| 3.          | 1976. március 24. | Szófia, Vaszil Levszki Nemzeti Stadion | Bulgária      | 0 – 3       | Szovjetunió | barátságos           | -           | 78'         |
| 4.          | 1976. április 24. | Pozsony, Tehelné pole                  | Csehszlovákia | 2 – 0       | Szovjetunió | Eb-negyeddöntő       | -           | 68'         |
| 5.          | 1976. május 26.   | Budapest, Népstadion                   | Magyarország  | 1 – 1       | Szovjetunió | barátságos           | 1           | 76'         |
| 6.          | 1976. június 23.  | Bécs, Práter-stadion                   | Ausztria      | 1 – 2       | Szovjetunió | barátságos           | -           | 75'         |
| 7.          | 1976. július 25.  | Sherbrooke, Municipal Stadium (CAN)    | Irán          | 1 – 2       | Szovjetunió | olimpiai negyeddöntő | -           | 63'         |
| 8.          | 1976. július 29.  | Montréal, Olimpiai Stadion (CAN)       | Brazília      | 0 – 2       | Szovjetunió | olimpiai 3. helyért  | 1           | 40' 49'     |
|             | Összesen          |                                        |               | 8           | mérkőzés    |                      | 2           | gól         |